# NQT
NQT, créée en 2006, est une association française œuvrant en faveur de l’égalité des chances. 
Elle accompagne vers l'emploi les jeunes diplômés Bac+3 et plus à intégrer le marché du travail. Âgés de moins de 30 ans, issus de quartiers prioritaires ou de milieux sociaux défavorisés, ces jeunes diplômés sont accompagnés, dans leur recherche d'emploi, par un parrain, cadre et assimilé ou dirigeant d'entreprise d'un même territoire, voire d'une autre structure en fonction du projet. Celui-ci lui fournit l’aide et le soutien nécessaire à la recherche d’un travail. En 2014, NQT a bénéficié de la reconnaissance d’intérêt général à caractère social.

## Historique
Une expérimentation locale est lancée en 2005, en Seine-Saint-Denis, à l’initiative de Yazid Chir et Raynald Rimbault. Ce projet, en partenariat avec plusieurs entreprises adhérentes au MEDEF 93 Ouest, voit le jour sous le nom de « Nos quartiers ont des talents » et a pour but de favoriser l’insertion professionnelle des jeunes hauts diplômés sur ce territoire. En 2006, cette phase de test se transforme en association qui portera le même nom. 
L'opération « Nos quartiers ont des talents » est progressivement lancé en Île-de-France puis dans d'autres régions. Elle se développe également en province. 
En 2016, l'association est présente en Île-de-France, Rhône-Alpes, Midi-Pyrénées - Languedoc-Roussillon, Aquitaine - Poitou-Charentes, Provence-Alpes-Côte d'Azur, Nord-Pas-de-Calais - Picardie, Normandie, Alsace, Centre-Val de Loire, Pays de la Loire ainsi qu’aux départements d’Outre-mer de la Guadeloupe, Martinique, La Réunion et Guyane. Elle compte alors trois opérations selon les départements : Nos quartiers ont des talents, Nos territoires ont des talents et Nos Outre-mer ont des talents. À la suite de ces changements, l'association porte désormais le nom : NQT.
En 2015, l'association lance "Nos quartiers ont des talents Tour", un tour de France où chaque étape était composée d'une conférence au cours de laquelle l'association présentait les freins, solutions et enjeux de l'ascenseur social eu égard au potentiel de chacun des territoires. Les échanges ont permis l’écriture d’un Livre Blanc "Relançons l'ascenseur social" qui a été remis au Président de la République.

## Objectifs
L’association NQT met en œuvre une opération destinée à favoriser l'insertion professionnelle des jeunes diplômés grâce à un système de parrainage par des cadres, et assimilés, et dirigeants d'entreprises en activité d’un même territoire, voire d’une autre structure en fonction du projet. Des formations sont également proposées. NQT rassemble en 2021 environ 14 000 mentors et son réseau de 1025 partenaires est constitué d’entreprises, de collectivités publiques et d'établissements d'enseignement supérieur.